# Stefania Pucciarelli
Stefania Pucciarelli (Sarzana, 6 marzo 1967) è una politica italiana, dal 23 marzo 2018 senatrice della Repubblica per la Lega per Salvini premier.
È stata sottosegretaria di Stato al Ministero della difesa dal 1º marzo 2021 al 22 ottobre 2022 nel governo Draghi.

## Biografia
Casalinga con il diploma di terza media ed esponente della Lega Nord fin dalla sua fondazione, alle elezioni provinciali del 2007 è candidata al consiglio provinciale della Spezia per il collegio di Santo Stefano di Magra, ma non è eletta.
Alle elezioni regionali in Liguria del 2010 viene candidata per la provincia della Spezia, ottiene 140 preferenze e non è eletta.
Alle elezioni comunali in Liguria del 2011 viene candidata a sindaco di Santo Stefano di Magra: ottiene l'11,45% e diventa consigliera comunale.
Nel 2013 diventa segretaria provinciale del partito, con cui alle elezioni politiche di quell'anno è stata candidata alla Camera dei deputati nelle liste della Lega Nord nella circoscrizione Liguria, ma non è eletta.

Alle elezioni regionali liguri del 2015 viene eletta in Consiglio regionale in virtù della sua candidatura nel listino bloccato del candidato presidente Giovanni Toti ed assume la presidenza della III Commissione consigliare attività produttive, cultura, formazione e lavoro della Regione Liguria.

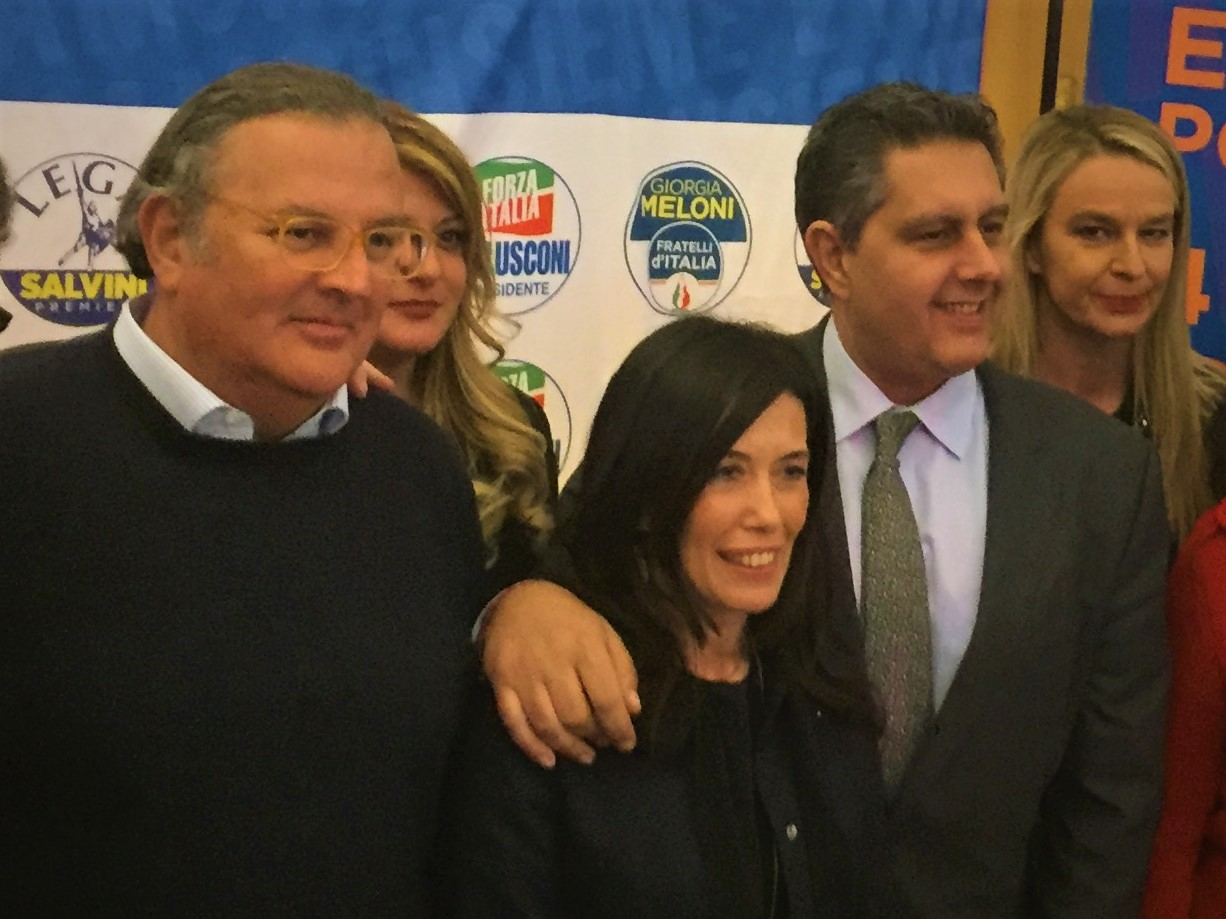
Pucciarelli con Roberto Cassinelli, Manuela Gagliardi e Giovanni Toti durante la campagna elettorale delle elezioni politiche del 2018.

Alle elezioni politiche del 2018 viene candidata al Senato della Repubblica nel collegio uninominale Liguria - 03 (Genova - La Spezia), sostenuta dalla coalizione di centro-destra in quota leghista, risultando eletta senatrice con il 39,97% dei voti e superando i candidati del Movimento 5 Stelle Fulvia Steardo (27%) e del centro-sinistra Juri Michelucci (25,2%). Nel corso della XVIII legislatura ha fatto parte della 14ª Commissione Politiche dell'Unione europea, di cui è stata capogruppo per la Lega, e della 4ª Commissione Difesa, oltre ad essere vice-capogruppo del gruppo parlamentare "Lega - Salvini Premier-PSd'Az" al Senato (2018) e presidente della Commissione straordinaria per la tutela e la promozione dei diritti umani (2018-2021).
Il 25 febbraio 2021 viene indicato come sottosegretario di Stato al Ministero della difesa nel governo Draghi, nominato dal Consiglio dei Ministri il 1º marzo.
Alle elezioni politiche anticipate del 2022 viene ricandidata al Senato sia nel collegio uninominale Liguria - 02 (La Spezia), sostenuta dalla coalizione di centro-destra, che nelle liste della Lega nel collegio plurinominale Liguria - 01 in seconda posizione, venendo rieletta a Palazzo Madama nell'uninominale con il 40,02% dei voti, di cui 4.853 diretti a lei, e superando i candidati del centro-sinistra Guido Melley (31,84%) e del Movimento 5 Stelle Barbara Tronchi (13,07%). Nella XIX legislatura è componente della 3ª Commissione Affari esteri e difesa, della Commissione parlamentare per l'infanzia e l'adolescenza e della Commissione parlamentare d'inchiesta sui fatti accaduti presso la comunità "Il Forteto", oltreché di nuovo presidente della Commissione straordinaria per la tutela e la promozione dei diritti umani.
Alle elezioni regionali anticipate del 2024 si candida come capolista della Lega a sostegno di Marco Bucci. Con 1.184 preferenze raccolte arriva prima tra i candidati della Lega in provincia della Spezia ma non risulta eletta.

## Controversie
Nel 2017 mise un like sotto un post su Facebook in cui era scritto: «Certe persone andrebbero eliminate dalla graduatoria dal tenore di vita che hanno. E poi vogliono la casa popolare. Un forno gli darei»; inoltre diffuse sulla pagina Facebook un video in cui raccontava il suo viaggio in treno da La Spezia a Torino e si vantava di essere “Unica italiana in un vagone di stranieri privi di biglietto”. Le sue affermazioni hanno generato molto scalpore, soprattutto in virtù della sua nomina a presidente della Commissione diritti umani di Palazzo Madama. Proprio a radice di quella nomina fu lanciata una petizione su Change.org dal professore universitario, reporter e attivista per i diritti umani Diego Battistessa, petizione che portò ad un processo per diffamazione con la condanna in data 11 dicembre 2020 per Battistessa.